# 특종! TV 연예
지금은 특집방송중은 1992년 4월 11일부터 1994년 10월 16일까지 방송되었던 연예정보 프로그램인데 당초 <특종! TV연예>로 출발했지만 1993년 10월 23일부터 프로그램 제목이 바뀌었으며 같은 해 4월 17일부터 이경규가 합류하면서 임백천 이경규 2인 체제로 변경됐고 이 과정에서 이경규는 《일요일 일요일 밤에》에서 잠깐 빠졌다.
한편, 앞서 본 것처럼 1993년 10월 23일부터 프로그램 제목을 변경했으나 MC만 그대로였던 점, 일부 연예인들의 겹치기 출연, 사회자가 출연자를 소개할 때 "워워"하는 의미없는 괴성을 남발했다는 등의 지적을 받아왔고 1993년 10월 23일 시작된 SBS 코미디 프로그램 《웃으며 삽시다》에 밀리자 1994년 4월 9일 막을 내렸다.

## 방송 시간
| 방송 채널 | 방송 기간                           | 방송 시간                 |
| --------- | ----------------------------------- | ------------------------- |
| MBC TV    | 1992년 4월 11일 ~ 1992년 10월 10일  | 매주 토요일 오후 5시 10분 |
| MBC TV    | 1992년 10월 17일 ~ 1992년 10월 31일 | 매주 토요일 저녁 6시 5분  |
| MBC TV    | 1992년 11월 7일                     | 토요일 저녁 6시           |
| MBC TV    | 1992년 11월 14일 ~ 1992년 11월 21일 | 토요일 저녁 6시 40분      |
| MBC TV    | 1992년 12월 5일                     | 토요일 저녁 7시           |
| MBC TV    | 1992년 12월 26일                    | 토요일 오후 5시           |
| MBC TV    | 1993년 1월 2일 ~ 1993년 4월 3일     | 매주 토요일 저녁 6시 40분 |
| MBC TV    | 1993년 4월 17일 ~ 1994년 4월 9일    | 매주 토요일 저녁 7시      |

## 특이사항
- 1992년 4월 25일 - 프로야구 <해태 VS  롯데> 중계가 연장전까지 가서 결방
- 1992년 5월 2일 - 프로야구 <태평양 VS 롯데> 중계가 길어져 결방
- 1992년 5월 9일 - 프로야구 <LG VS 태평양> 중계가 길어져 5시 24분부터 방영
- 1992년 5월 16일 - 프로야구 <OB VS 쌍방울> 중계가 길어져 5시 22분부터 방영
- 1992년 7월 4일 - 프로야구 <태평양 VS 삼성> 더블헤더 1차전 중계가 길어져 5시 17분부터 방영
- 1992년 9월 5일 - 프로야구 <빙그레 VS OB> 중계가 길어져 5시 20분부터 방영
- 1992년 9월 12일 -  4시 15분부터 추석 특집 프로그램 편성에 따라 5시 25분부터 6시 20분까지 방영
- 1992년 11월 14일 - 1시 10분부터 특집 <MBC 권투 세계 헤비급 통합타이틀전> 중계 편성에 따라 6시 40분으로 옮겨갔고 《토요일! 토요일은 즐거워》는 4시 40분, 앙코르 드라마 《여명의 눈동자》는 5시 40분으로 이동
- 1992년 11월 21일 - 2시부터 <프로복싱 전국신인왕전> 중계 편성에 따라 6시 40분으로 옮겨갔고 《토요일! 토요일은 즐거워》는 4시 40분, 앙코르 드라마 《여명의 눈동자》는 5시 40분으로 이동
- 1992년 11월 28일 - 5시부터 특별기획 《어린이에게 새생명을》1~4부 편성에 따라[5] 《아들과 딸》  《토요일! 토요일은 즐거워》 등과 동시 결방됐으며 앙코르 드라마 《여명의 눈동자》는 3시 50분으로 이동
- 1992년 12월 12일 - 5시 30분부터 《MBC 대학가요제》1~3부 편성에 따라[6] 4시 10분으로 옮겨갔으며 《토요일! 토요일은 즐거워》 결방, 앙코르 드라마 《여명의 눈동자》는 3시로 이동
- 1992년 12월 19일 - 특집 프로그램 편성으로 결방
- 1992년 12월 26일 - 6시부터 <MBC 방송대상> 편성에 따라[7]  《토요일! 토요일은 즐거워》 결방, 앙코르 드라마 《여명의 눈동자》는 3시 30분으로 이동
- 1993년 4월 10일 - 5시 10분부터 《대종상》영화제 편성으로 결방
- 1993년 5월 22일 - 6시 30분부터 <미스코리아 선발대회> 1~2부 편성에 따라[8] 5시 30분으로 이동했으며  《엄마의 바다》는 9시 30분, 《오늘은 좋은날》은 4시 30분으로 옮겨갔고 《토요일! 토요일은 즐거워》 결방
- 1993년 12월 4일 - 5시 10분부터 창사 32주년 특집 <다시 뛰는 작은 거인들> 편성으로[9] 결방
- 1993년 12월 11일 - 5시 10분부터 《MBC 대학가요제》 편성으로 결방[10]
- 1994년 4월 2일 - 5시 30분부터 《대종상》영화제[11] 1~2부 편성으로 결방